# Klaus Hoser

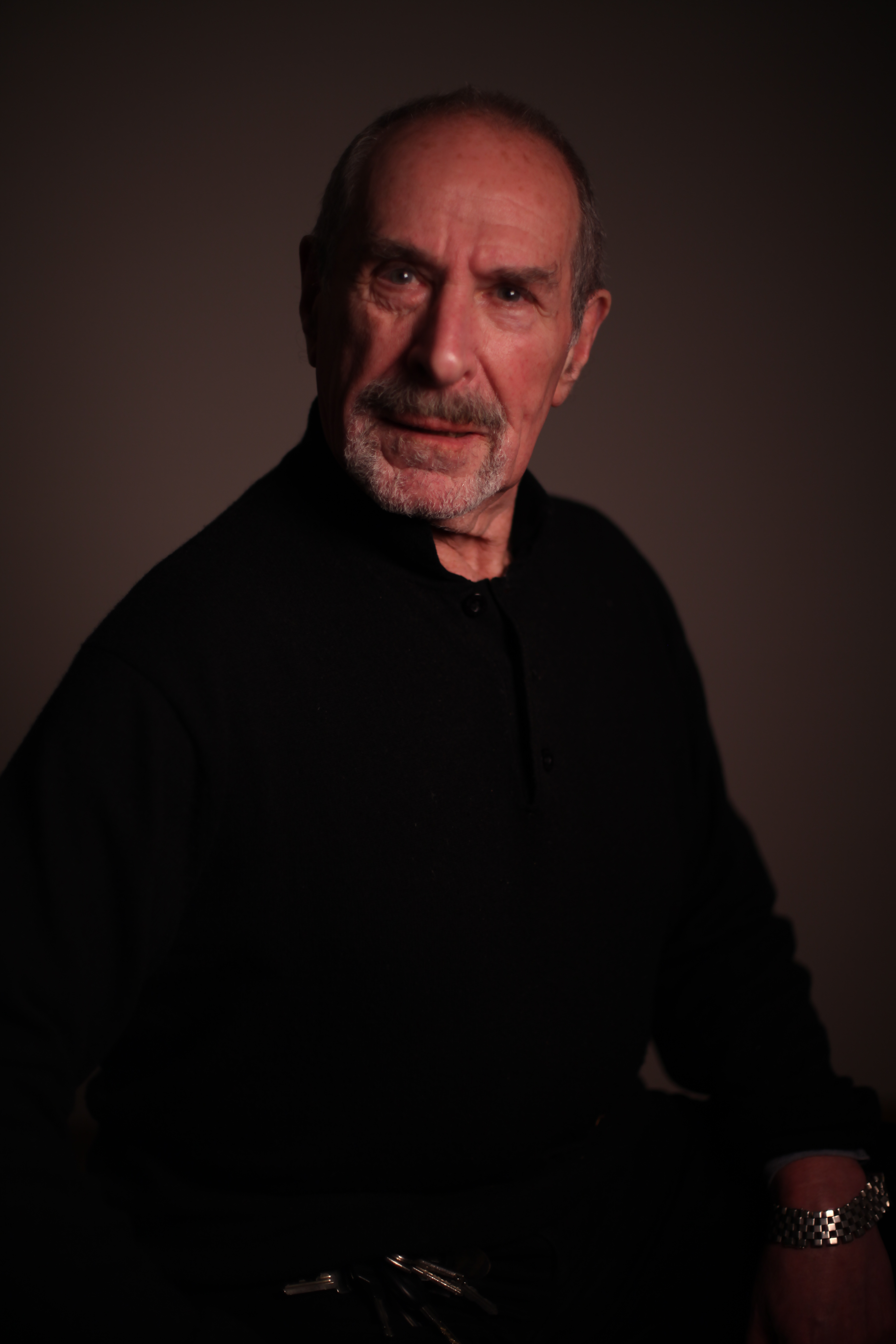
Klaus Hoser während der Proben zum Stück Hautnah in Berlin, 2013

Klaus Hoser (* 7. Dezember 1933 in Duisburg) ist ein deutscher Regisseur, Theaterleiter und Schauspieldozent.

## Leben
Aufgrund der jüdischen Herkunft seiner Mutter musste Klaus Hoser als Kind vor Verfolgung geschützt werden und wuchs bei der Großmutter väterlicherseits in Füssen/Allgäu auf. Diese vermittelte ihm eine kritische Sicht auf die herrschende nationalsozialistische Ideologie. Als Ministrant in Füssen lernte er, wie stark ritualisierte Handlungsabläufe Menschen beeindrucken können. 1954 legte er in Düsseldorf das Abitur ab.
Er studierte ab 1954 Theaterwissenschaft, Germanistik und Kunstgeschichte an der Freien Universität Berlin. Bei der Studentenbühne des Theaterwissenschaftlichen Instituts inszenierte er seine ersten Aufführungen, nahm während des Studiums Schauspielunterricht und bestand die Abschlussprüfung zum Schauspieler vor der paritätischen Kommission.
Von 1955 bis 1960 war er als Regieassistent am Renaissance-Theater Berlin engagiert, 1956 hospitierte er im Berliner Ensemble bei Bertolt Brechts Inszenierung Leben des Galilei mit Ernst Busch. Seine Lehrmeister waren u. a. Paul Verhoeven, Axel von Ambesser, Leo Mittler, Leonhard Steckel, Kurt Meisel, Viktor de Kowa und Harry Meyen. 1962 schloss er sein Studium mit Promotion zum Doktor phil. ab.
Hoser inszenierte in Köln, Göttingen, Algier, Düsseldorf, Schleswig, Rendsburg, Wilhelmshaven, Oldenburg, Stendal, Dessau, San Juan (Argentinien), Neuss, Berlin (z. B. Friedrichstadtpalast) und auf anderen Bühnen.
Seit den 1990er Jahren ist Hoser als Dozent für Schauspiel an der Berliner Schauspielschule „Der Kreis“ tätig. Mit der von ihm gegründeten Schwebebühne erarbeitet er mit den Absolventen der Schule zweimal im Jahr ein Abschlussprojekt, das dann als Gastspiel auf einer Berliner Theaterbühne präsentiert wird. In den über 20 Inszenierungen der Schwebebühne wurden u. a. Stücke von Brecht, Goethe, Carl Sternheim, Ferdinand Bruckner, Roland Schimmelpfennig, Felicia Zeller, Lutz Hübner, Neil Labute und Enda Walsh aufgeführt. Eigenproduktionen waren der Schlagerkrimi Zum letzten Gang, ein Stück mit ausschließlich dialogisierten und gesungenen Schlagern sowie der Gedichtabend Als mich die Lust…, ein Theaterstück, komponiert aus Gedichten aus zwei Jahrtausenden, das zwischen elf Fremden auf einem einsamen Bahnhof spielt.

## Leitung Forum Theater Berlin
1962 wurde das Forum Theater von Heidellotte Diehl und Horst Köppen und F. Burckner eröffnet. Es befand sich an Kurfürstendamm 203 in Berlin. Die Theatermacher betrachteten die existierende Berliner Theaterlandschaft als ein vor sich hindümpelndes Stillschweigen über die Verbrechen des Dritten Reiches. Die neuen Leiter des Forum Theaters setzten sich dagegen avantgardistisches, experimentelles und literarisch-politisches Theater zum Ziel. Dabei war die Aufarbeitung der Zeit des Nationalsozialismus konzeptionelles Ziel der Dramaturgie und Regiearbeit von Klaus Hoser. Vergessene und totgeschwiegene Dramatiker aus der Zeit vor dem Dritten Reich wie Ernst Toller, Georg Kaiser und zuletzt August Stramm wurden erstmals seit Jahrzehnten wieder aufgeführt. Dazu kamen aktuelle politisch engagierte Autoren, z. B. Albert Camus, Siegfried Lenz, Ireneusz Iredynski, Harold Pinter, Benjamino Joppolo, Slawomir Mrozek, Hartmut Lange, Wolfgang Bauer, Jean Genet und Armand Gatti.
Unter den herausragenden Forum-Theater-Dichtern befand sich u. a. Fernando Arrabal mit fünf von Hoser inszenierten und zum Teil übersetzten Erstaufführungen. Das Stück Und sie legten den Blumen Handschellen an von 1970 wurde mit über 250 Vorstellungen trotz der mehrheitlich pejorativen Presse ein überregional beachteter Erfolg. Die politische Relevanz der Aufführung zeitigte sich in der Zusammenarbeit mit Amnesty International. Die Organisation hatte einen Informationsstand im Theater, und nach den Vorstellungen traten zahlreiche Zuschauer in diese Organisation ein. Insgesamt zeigte das Forum Theater 66 Produktionen, davon 19 von Hoser inszeniert.
Die innovative Befruchtung der Berliner Theaterszene wurde auch sichtbar durch zahlreiche Gastspielengagements des Forum Theaters, darunter Rick Clucheys San Quentin Drama Workshop, der mit The Cage unter der Inszenierung und Übersetzung von Hoser gastierte.
Das Goethe-Institut förderte das Forum Theater mit der Organisation von Gastspielen in Europa, Asien, Amerika und Kanada. Hoser bereiste die Welt mit Inszenierungen von Handke und Arrabal sowie mit August Stramms Rudimentär. Mit der Inszenierung Das Knochenhaus von Roland Dubillard gastierte Hoser bei der Biennale in Venedig. Er engagierte u. a. bekannte Maler wie Horst Hödicke und Wolfgang Petrick als Bühnenbildner. Rio Reiser (damals noch Ralph Möbius), Sven-Åke Johansson und Edgar Froese komponierten und spielten die Musik zu einigen seiner Inszenierungen.
1975 stellte das Forum Theater wegen Subventionsentzug den Spielbetrieb ein.

## Inszenierungen ab 1976 (Auszug)

### Theater
- Sophokles: Antigone (mit Charaktermasken von Uwe Krieger)
- William Shakespeare: Der Kaufmann von Venedig
- Heinrich von Kleist: Amphitryon
- Molière: Der eingebildete Kranke
- Peter Weiss: Die Verfolgung und Ermordung Jean Paul Marats
- Arnold Wesker: Journalisten
- Bertolt Brecht: Die heilige Johanna der Schlachthöfe (Algier)
- Bertolt Brecht: Die Kleinbürgerhochzeit (San Juan, Argentinien)
- Seán O’Casey: Das Ende vom Anfang
- George Bernard Shaw: Der Kaiser von Amerika
- Friedrich Dürrenmatt: Der Besuch der alten Dame

### Musicals
- Der Mann von La Mancha
- Der kleine Horrorladen
- Linie 1 (viermal)
- Ab heute heißt du Sara
- Elvis
- Lucky Ladies (von ihm selbst verfasst)
- Anatevka

## Künstlerische Zielsetzung
Hosers Intention ist es, die Magie des gesprochenen Wortes im Theater erlebbar zu machen. Musik von der Klassik über Jazz und Rock bis zur Moderne ist substantieller Bestandteil seiner Arbeitsweise. Sein Motto lautet: Reflexion durch Faszination.